# Arta precolumbiană

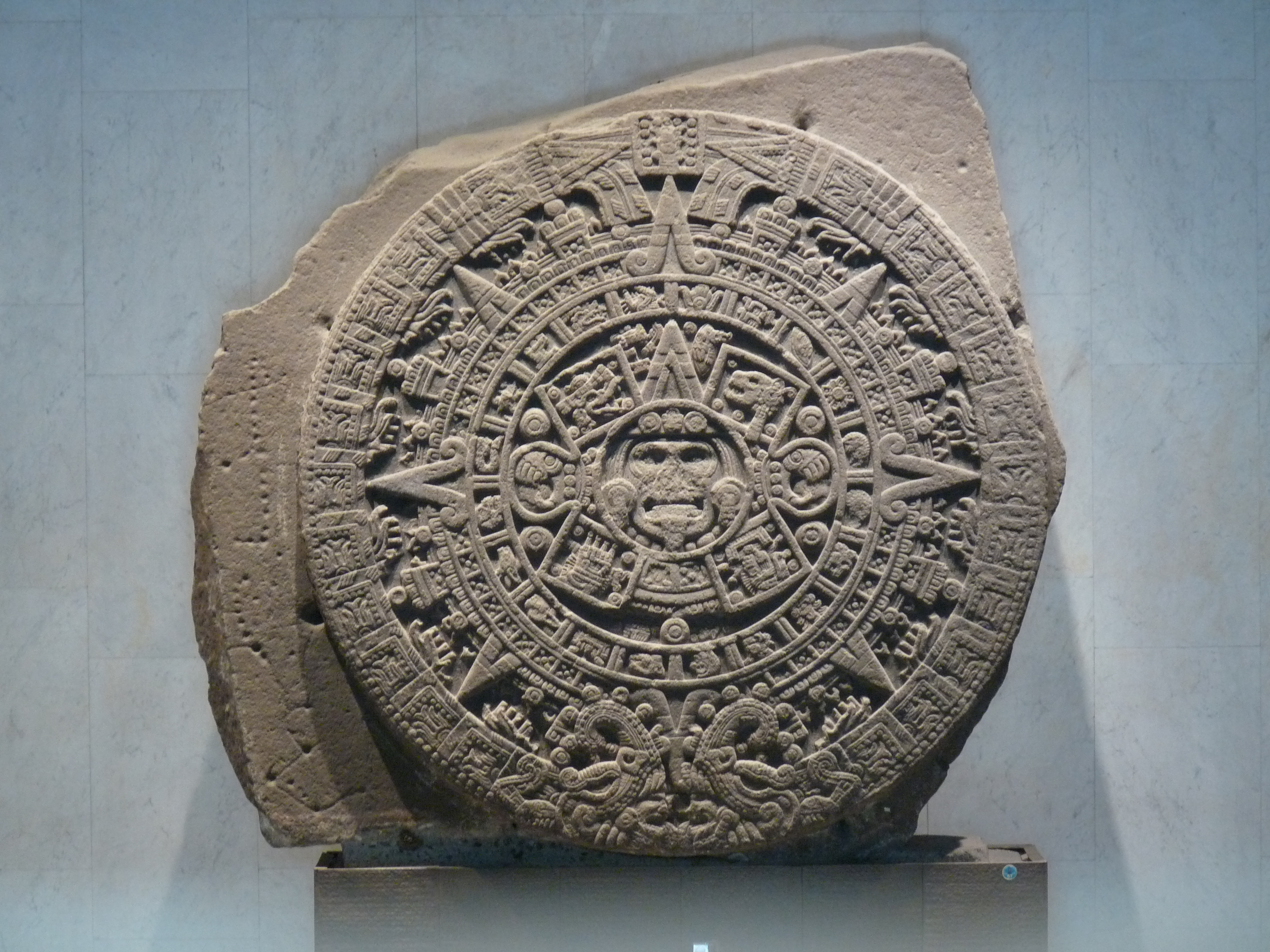
Piatra calendarului aztec

Prin termenul de artă precolumbiană se înțeleg artele vizuale ale amerindienilor din Caraibe, America de Nord, Centrală și de Sud de dinaintea sfârșitului secolului al XV-lea și începutul secolului al XVI-lea, înainte de sosirea lui Cristofor Columb în Americi.

Arta precolumbiană  a prosperat în toate Americile din aproximativ 13.000 î.e.n. până la cuceririle europene, și uneori a continuat să se dezvolte și după cuceriri. Multe culturi precolumbiene nu aveau sisteme de scriere, așa că arta vizuală a exprimat cosmologiile, opiniile lumii, religia și filosofia acestor culturi, și a servit precum dispozitive mnemonice.

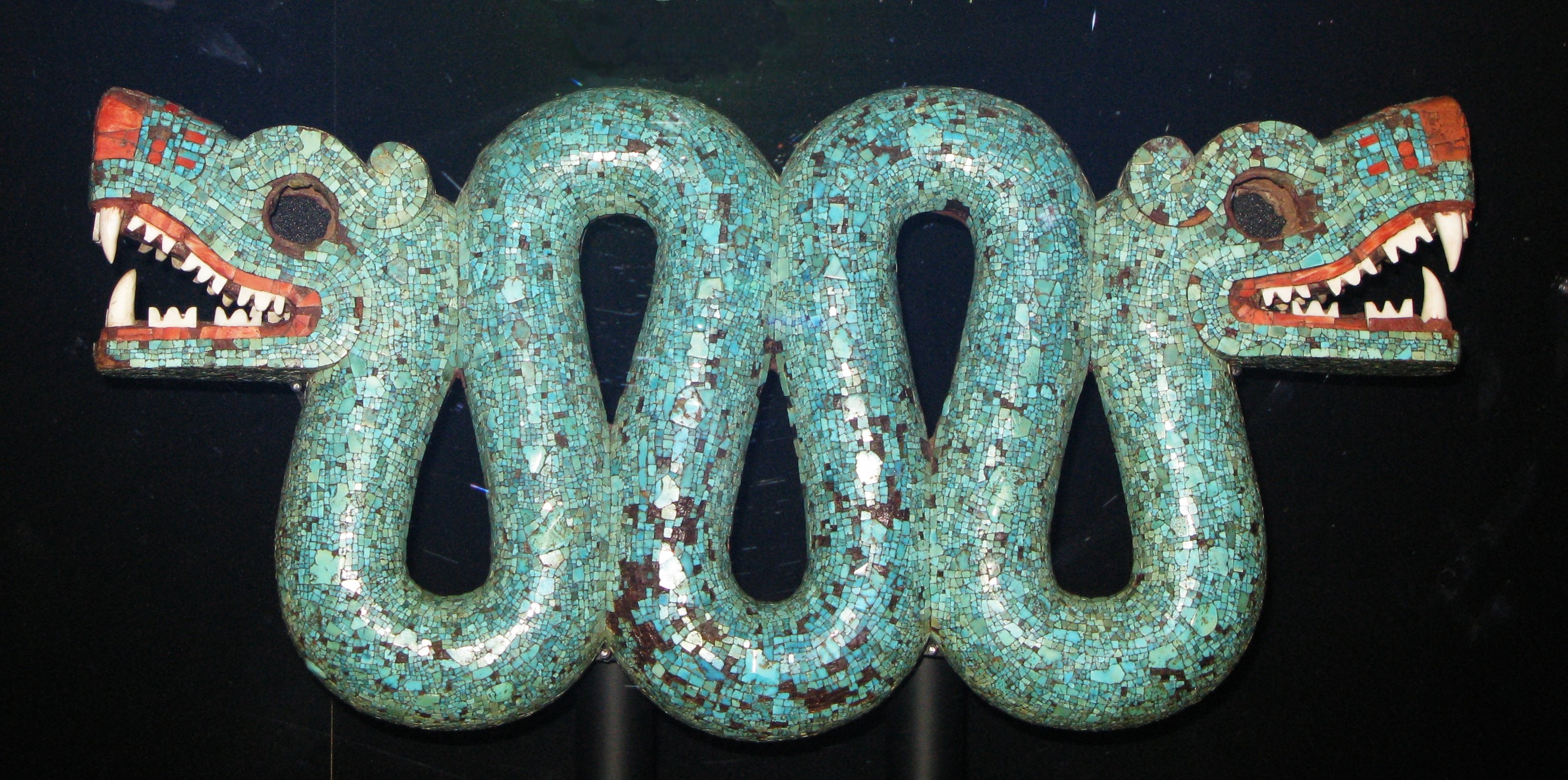
Șarpele aztec cu două capete, expus la British Museum din Londra, Anglia

În perioada anterioară explorării și cuceririi europene a Americilor, culturile indigene autohtone au produs o mare varietate de arte vizuale, inclusiv pictură pe materiale textile, piei, suprafețe de piatră și pictură în peșteri; corpuri, în special fețe, ceramică, arhitectură, inclusiv picturi murale de interior, panouri din lemn, precum și alte suprafețe disponibile. Pentru multe dintre aceste culturi, artele vizuale au depășit aspectul fizic și au servit ca extensii active ale proprietății și indici ale divinului. Artizanii amerindieni au folosit o gamă largă de materiale (obsidian, aur, cochilii de spondylus), creând obiecte care au adus înțelesurile inerente materialelor.

## MesoamericașiAmerica Centrală
Vezi și Cronologie mesoamericană⁠(d)
Culturile mesoamericane sunt divizate de obicei în trei perioade de timp:
1. Perioada preclasică (până în anul 200)
2. Perioada clasică (din anul 200 până în anul 900)
3. Perioada postclasică (din anul 900 până în 1580)

Perioada preclasică era dominată de avansata civilizație olmecă, care a înflorit între 120 î.Hr. și 400 î.Hr.. Olmecii au produs figurine de jad și capetele olmece colosale⁠(d).

## America de Sud

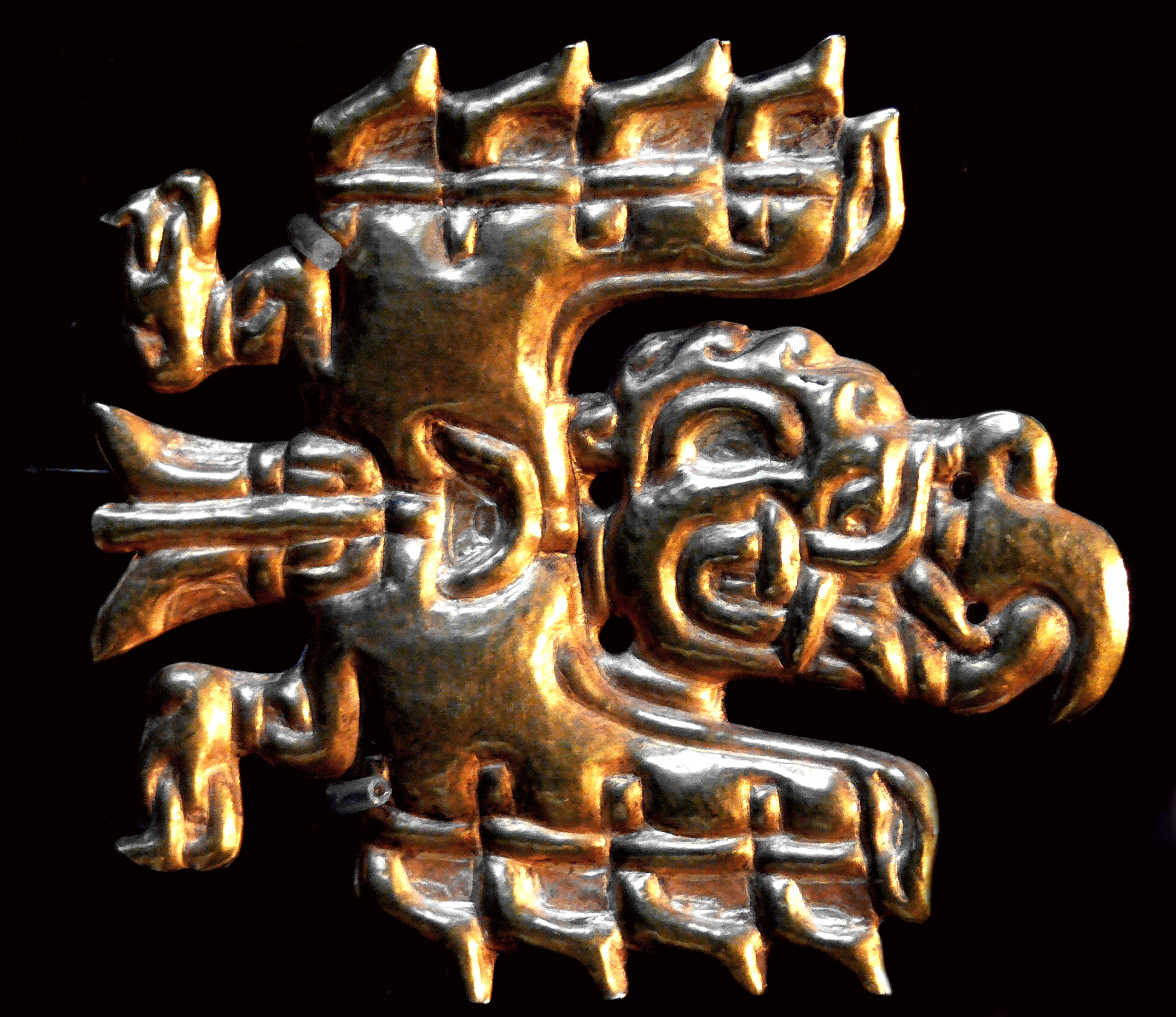
Artefact de aur al civilizației chavin
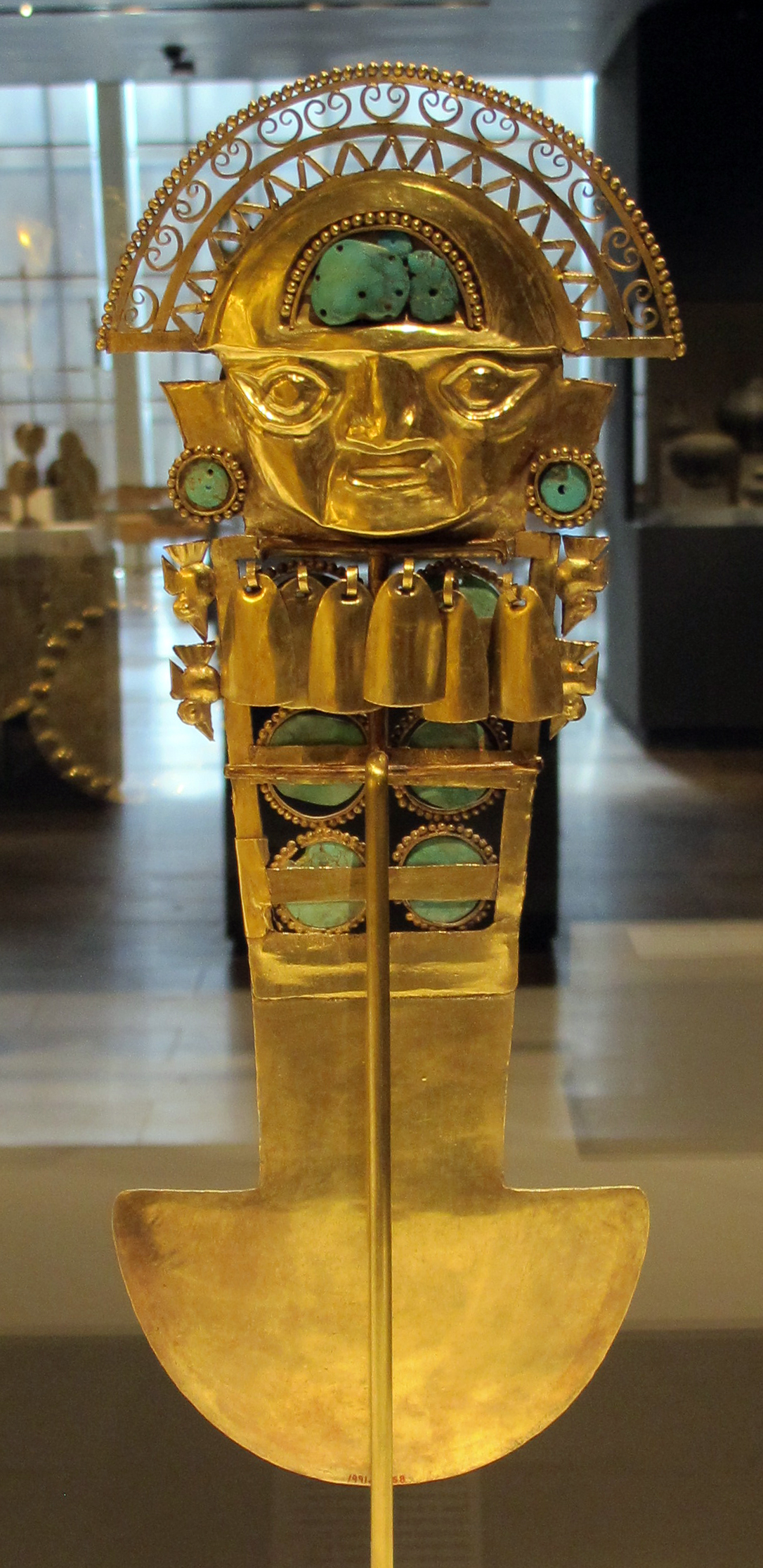
Tumi al culturii sicán, expus în Metropolitan Museum of Art din New York
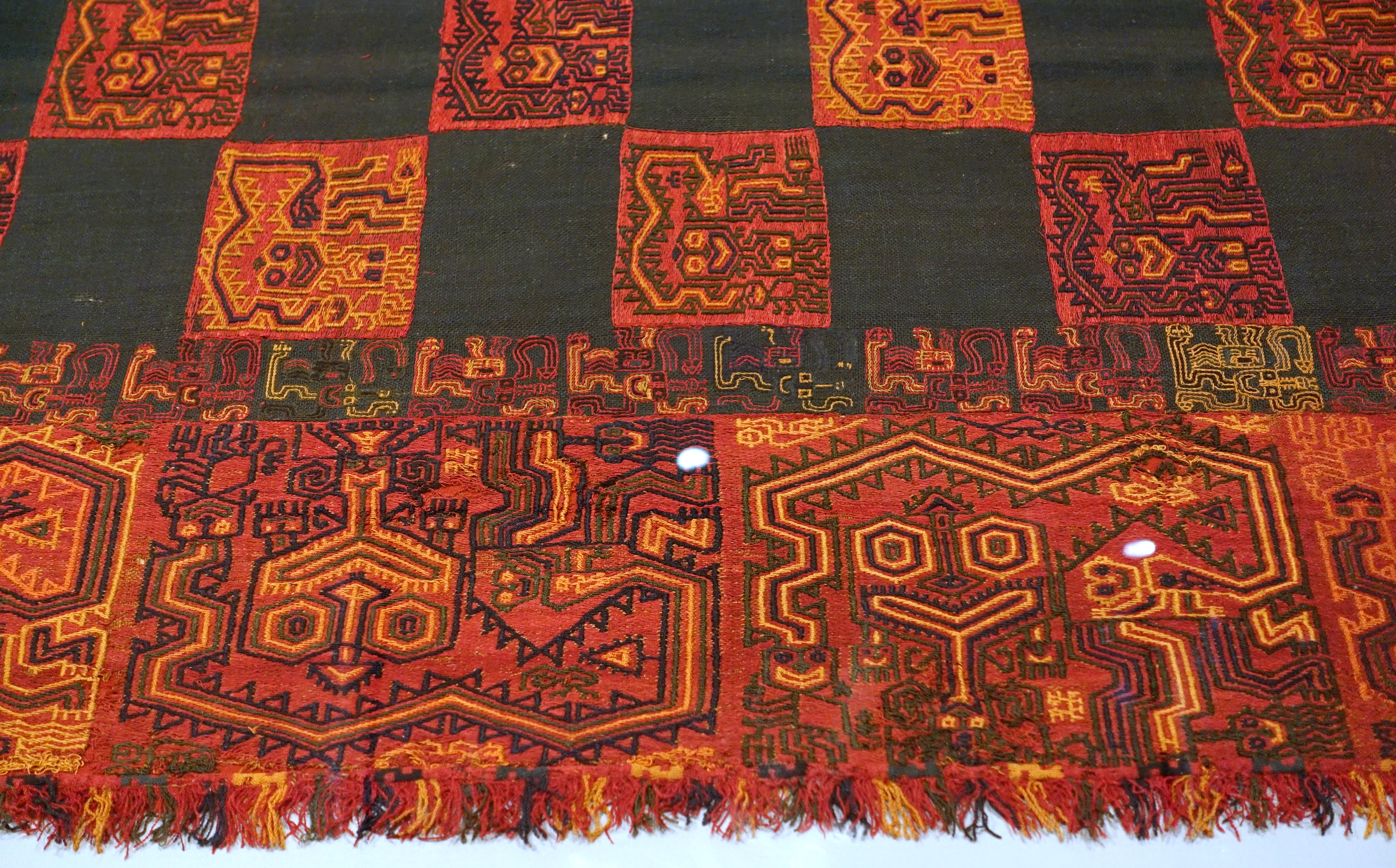
Țesătură paracasiană din aproximativ 250 î.e.n. - 100 î.e.n.
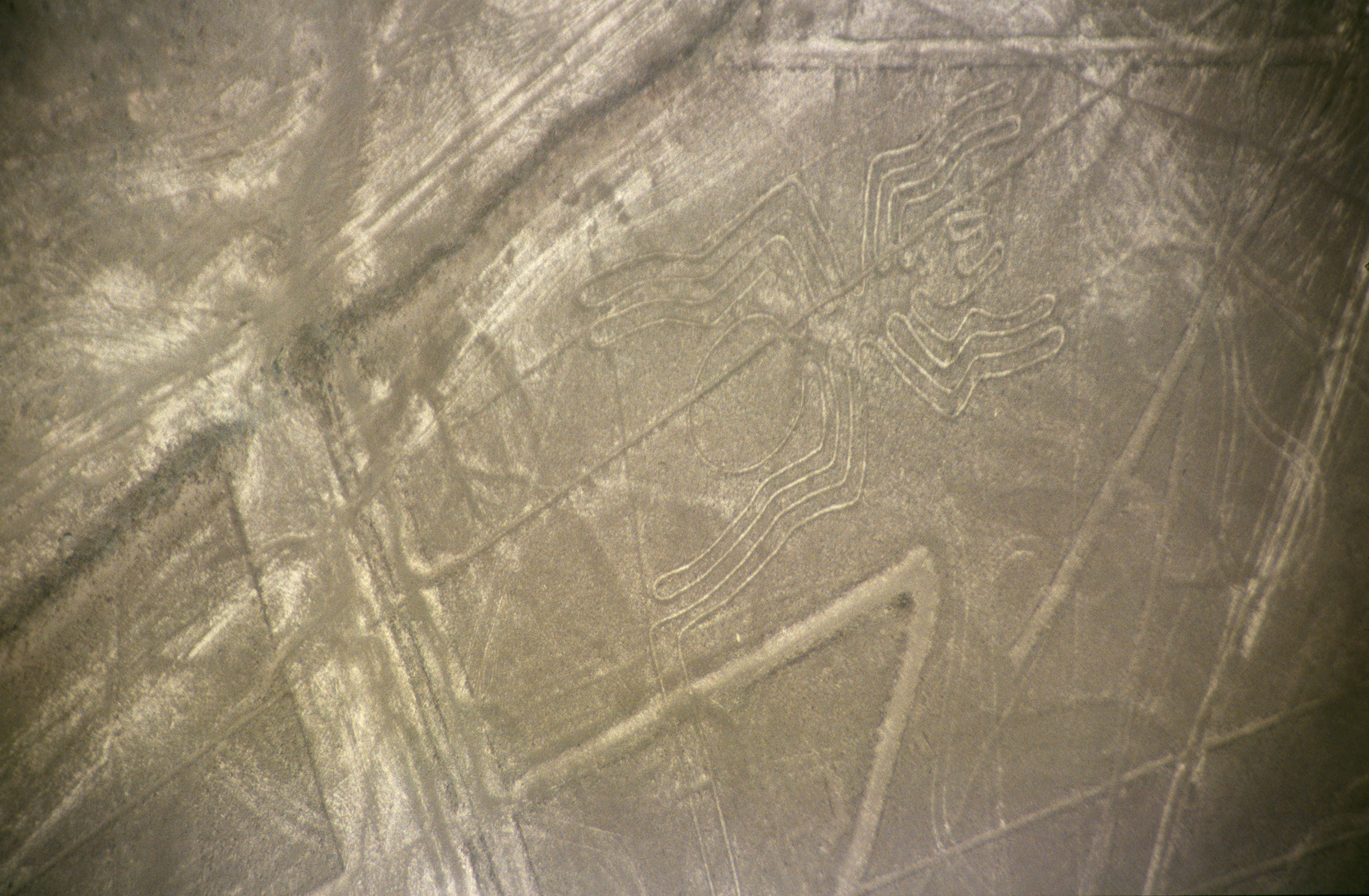
Păianjenul, unul dintre cele mai cunoscute desene ce sunt cunoscute ca Liniile Nazca. Fiind o geoglifă, acesta se vede ca în imagine doar de la o înălțime mare
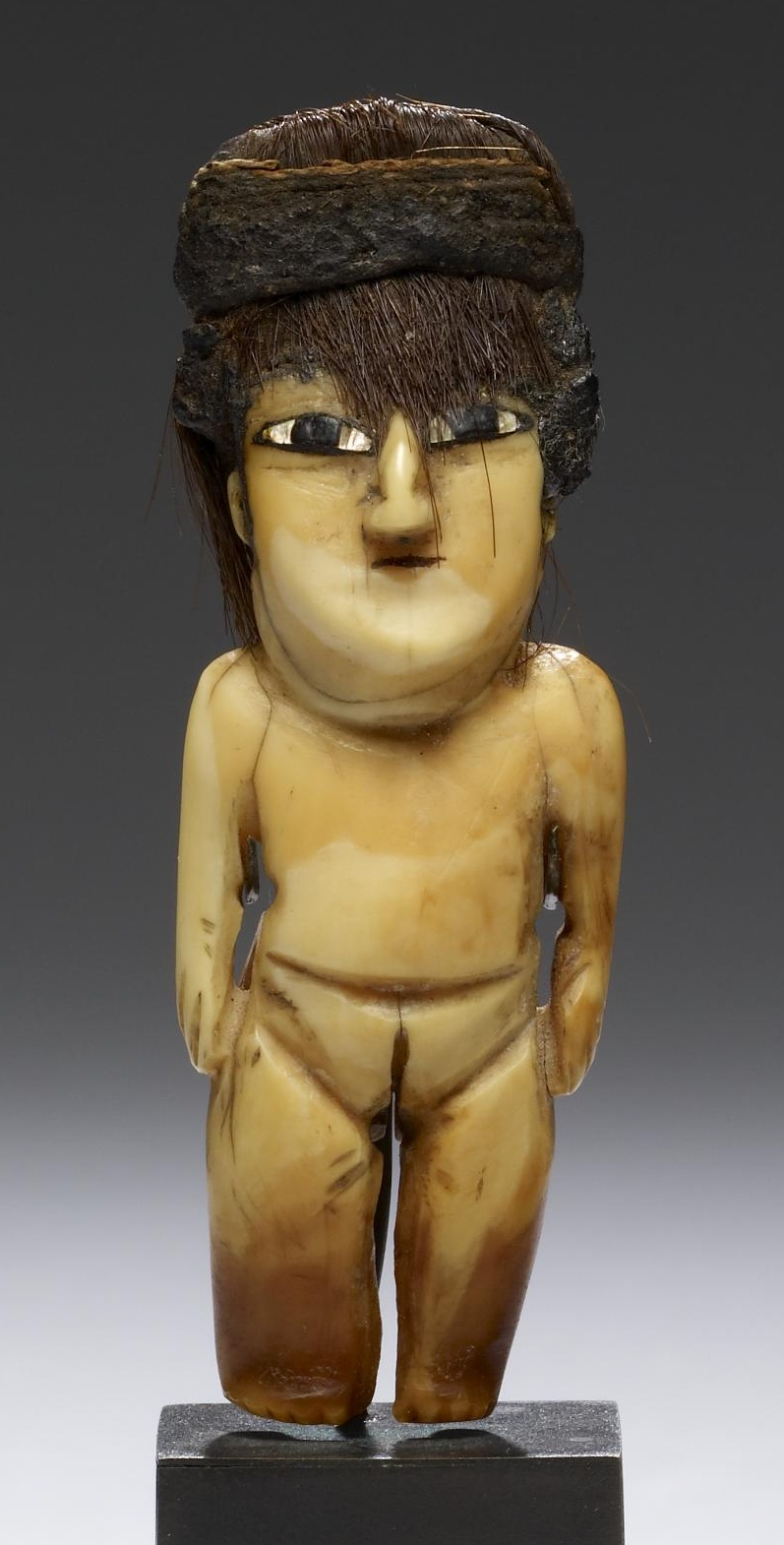
Figurină feminină a culturii nazca din aproximativ 200 î.e.n. - 500 e.n., expusă la Walters Art Museum din Baltimore, SUA
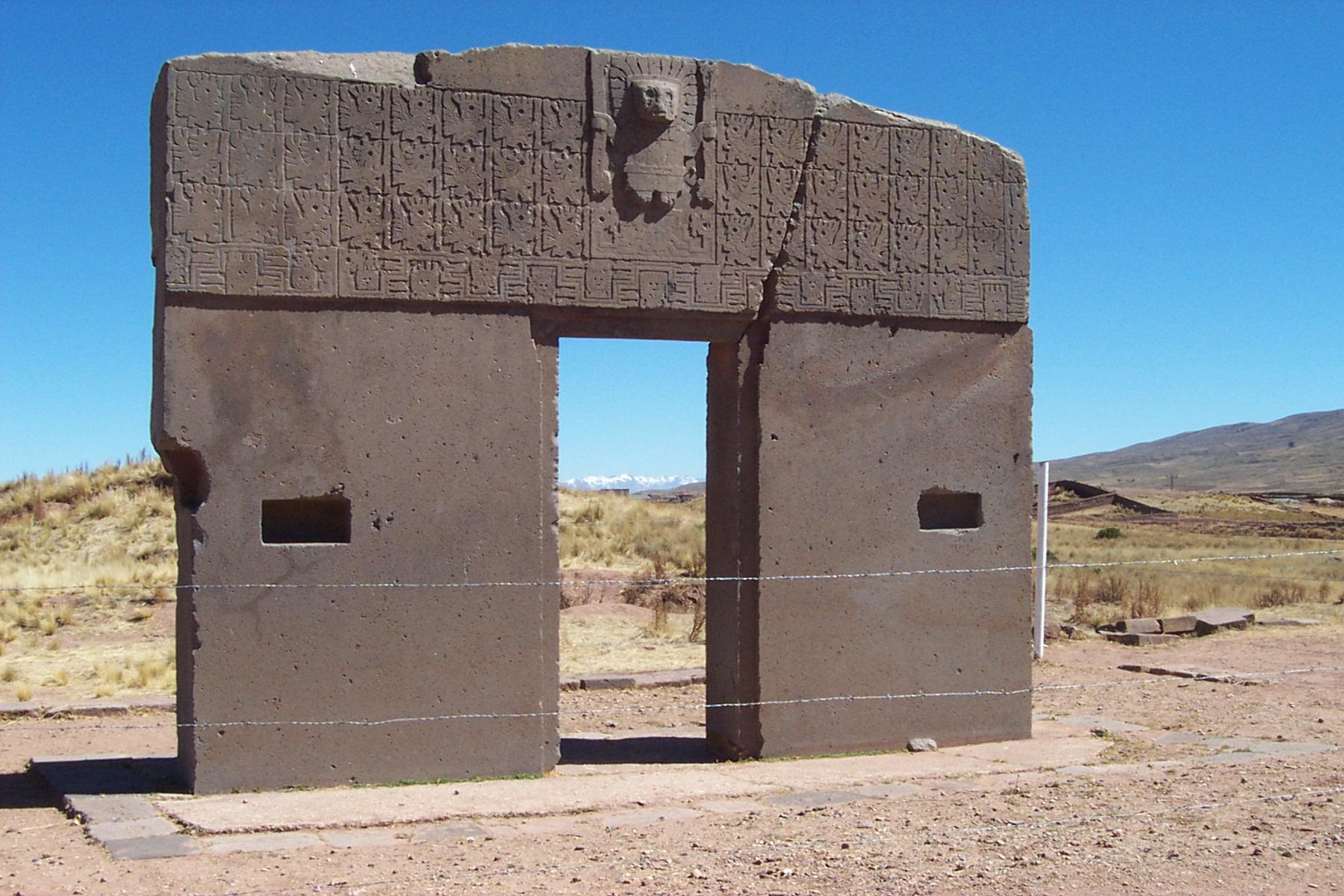
Poarta Soarelui, una dintre cele mai importante creații rhitecturale ale culturii tiwanaku
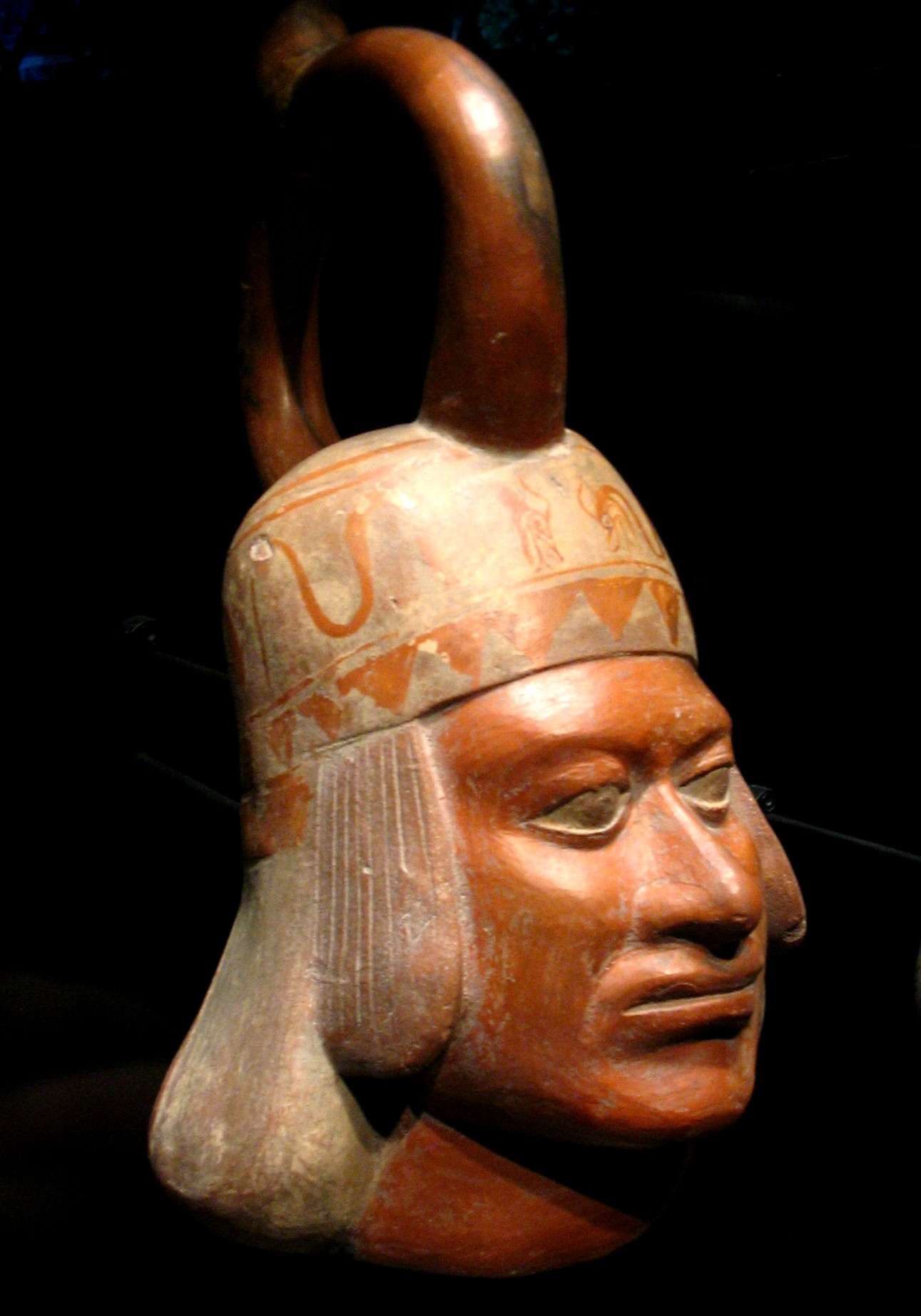
Vas moche expus în Musée du quai Branly - Jacques Chirac din Paris, Franța
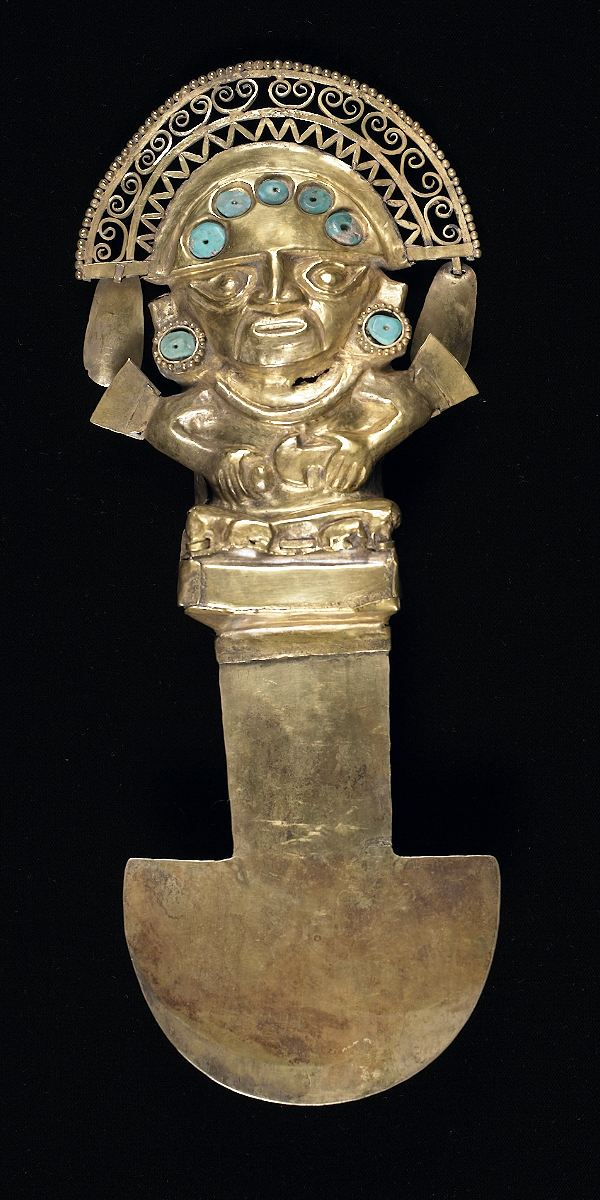
Cuțit ceremonial de aur al culturii sican, expus în Muzeul de Artă din Birmingham, Anglia
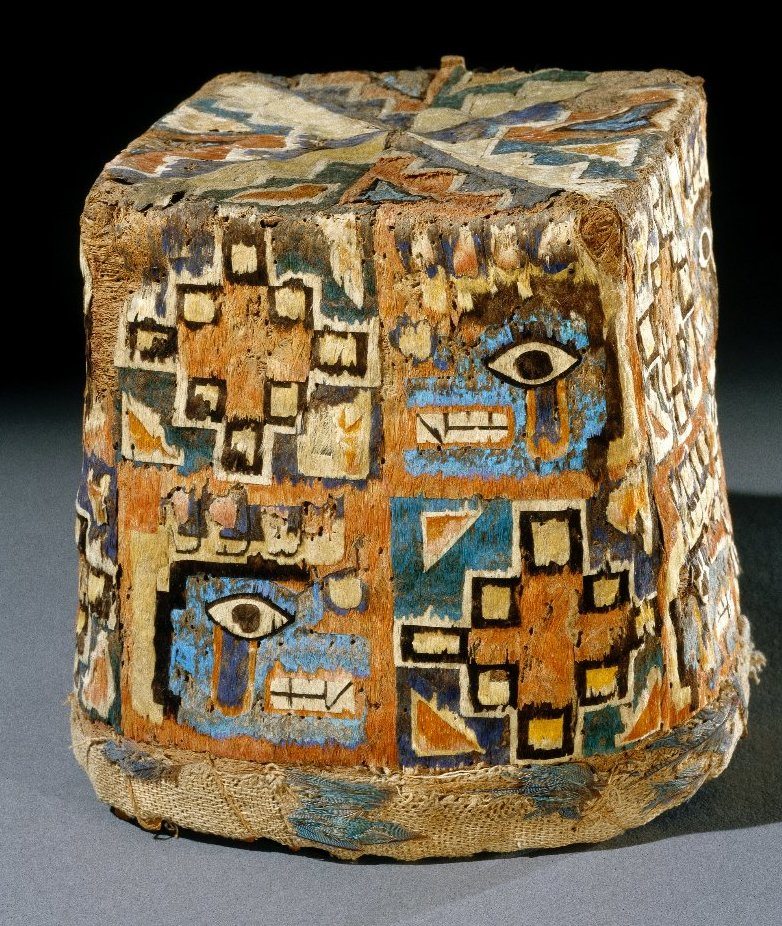
Artefact warian din aproximativ 650 e.n. - 1000 e.n., care se află la Brooklyn Museum din New York, Statele Unite ale Americii
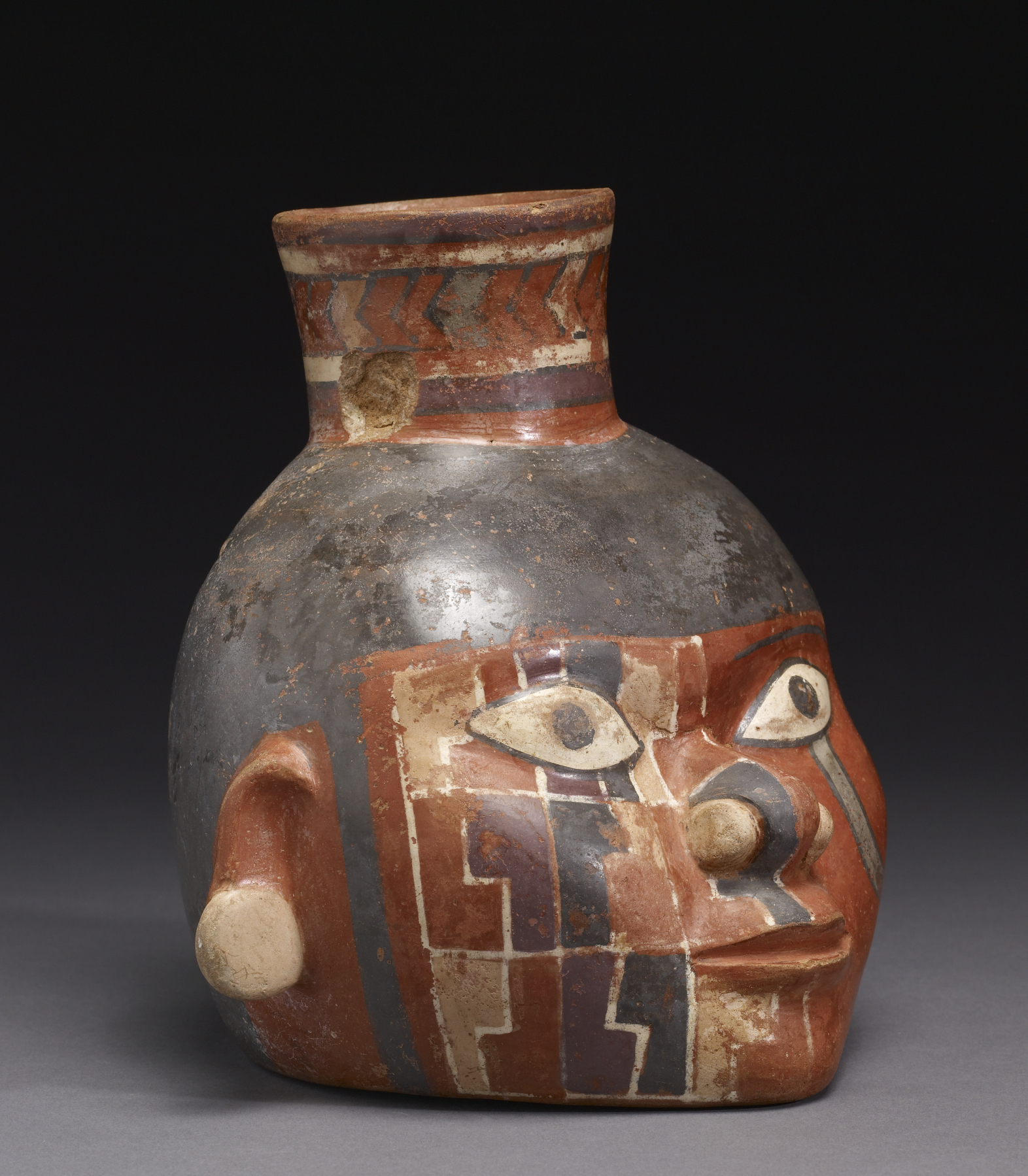
Vas warian pictat, în formă de cap ce datează din circa 650 e.n. - 800 e.n.. El are o înălțime de 19 centimetri (7,4 țoli) și se află la Walters Art Museum din Baltimore, Statele Unite ale Americii
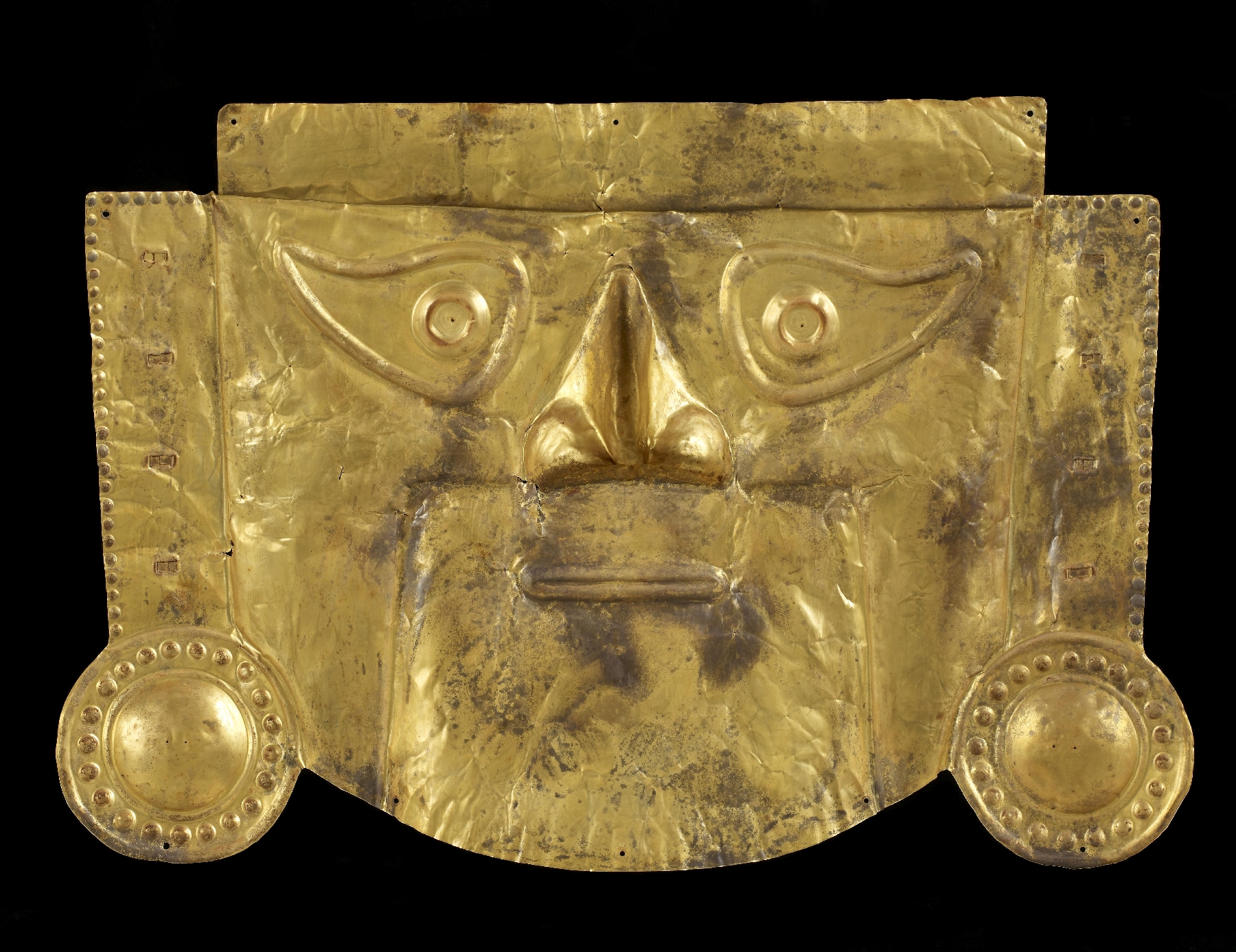
Mască funerară e aur, din Peru ce se află în Walters Art Museum din Baltimore, Statele Unite ale Americii
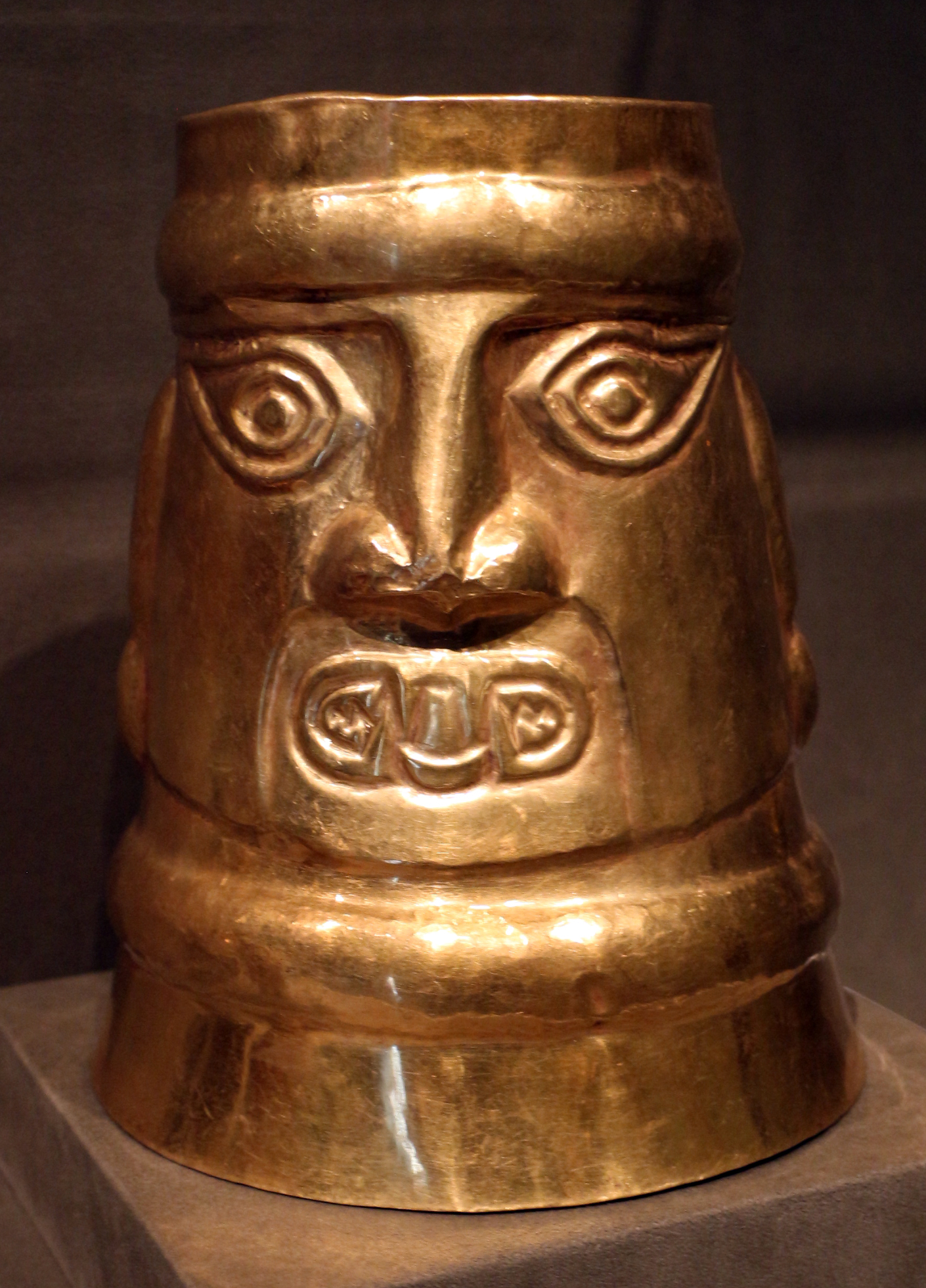
Vas de aur al culturii sicán

În regiunea anziană a Americii de Sud (Peru), civilizația chavin a înflorit din aproximativ 1000 î.e.n. până în 300 î.e.n.. Chavinienii au produs obiecte de ceramică, deobieci antropomorfe cu trăsătrui zoomorfice ca: picioare de pasăre, ochi de reptilă sau gheare de feline. Reprezentarea jaguarilor este o temă comună în arta chavină. Civilizația chavin este notabilă și datorită picturilor murale descoperite în situl Chavín de Huantar, inclusiv statuia Lanzón.
Contemporană cu cultura chavin a fost cultura paracas, tot din Peru, notabilă datorită țesăturilor ei elaborate. Artefactele astea uimitoare, unele măsurând chiar 2.743,2 centimetri (90 de picioare), erau folosite în principal pentru înfășurarea mumiilor paracasiene. Arta paracasiană a fost influențată puternic de cultura chavin, cele două stiluri având multe motive comune.
Pe coasta de sud, paracașii au fost succedați imediat de cultura nazca. Perioada nazca se împarte în 8 faze ale cermaicii, fiecare fază fiind caracterizată prin motive ce reprezintă oameni și animale, care cu timpul devin din ce în ce mai abstracte odată cu trecerea timpului. Perioada astaîncepe desigur cu faza întâi (care începe în jurul anului 200 e.n.), și se termină cu faza a VIII-a (care se termină în jurul mijlocului secolului al VIII-lea). Nazcienii sunt faimoși datorită Liniilor Nazca, ei fiind cunoscuți și datorită cermaicii produse de ei.
Pe coasta nordică, cultura moche i-a succedat pe chavini. Cultura moche a înflorit între aproximativ 100 e.n. și 800 e.n. și și-a produs remarcabilele vase portrete care sunt destul de realiste din punctul de vedere al fețelor. Pentru mochi, ceramica era modul primar de ilustrare al informațiilor și al ideilor culturale. Cultura moche este notabilă și datorită metalurgiei (obiecte spectaculoase de metale și aliaje au fost găsite și în Señor de Sipán), și arhitecturii sale (exemple: Huaca de la Luna & Huaca del Sol). Ei au inventat noi tehnici metalurgice și au produs o ceramică inspirată din scene mitologice, din viața cotidiană, sau din scene erotice cu caracter ritualic.
După declinul mochilor au apărut două imperii coexistente în regiunea Anzilor. În nord, imperiul wari (cunoscut și ca imperiul huari) își avea capitala numită tot Wari. Warienii ne impresionează cu arhitectura, sculpturile, și cel mai mult cu cermaica lor. Similară cu situația warienilor e și cea a imperiului tiwanaku, care își numea capitala tot Tiwanaku. Imperiul tiwanaku a început sa se extindă din zona Lacului Titicaca în aproximativ 400 î.e.n., dar perioada creării artefactelor a durat din 375 e.n. până în 400 e.n..

## Legături externe
- A Virtual Reality Tour of Pre Columbian Art Arhivat în 27 iunie 2008, la Wayback Machine.
- Kunsthandel Faehte Arhivat în 10 ianuarie 2016, la Wayback Machine.
- Mint Museum
- Olmec, Toltec, Teotihuacan, Zapotec, Mixtec, Mayan, and Aztec art Arhivat în 21 octombrie 2020, la Wayback Machine.
- Pre-Columbian Artifacts